# Lyssomanes ceplaci
Lyssomanes ceplaci là một loài nhện trong họ Salticidae.
Loài này thuộc chi Lyssomanes. Lyssomanes ceplaci được María Elena Galiano miêu tả năm 1980.